# Light of Worlds
Light of Worlds  è il settimo album dei Kool & the Gang, uscito nel 1974.

## Tracce
1. Street Corner Symphony (Bayyan/Kool & the Gang) - 4:32
2. Fruitman (Kool & the Gang/Westfield) - 5:19
3. Rhyme Tyme People (Kool & the Gang/Saunders/Thomas) - 3:19
4. Light of Worlds (Kool & the Gang/Smith) - 4:21
5. Whiting H. & G. (Bayyan/Kool & the Gang) - 3:17
6. You Don't Have to Change (Kool & the Gang/Mickens) - 2:39
7. Higher Plane (Bayyan/Kool & the Gang) - 4:57
8. Summer Madness (Kool & the Gang/Mickens/Taylor) - 4:16
9. Here After (Bayyan/Kool & the Gang) - 2:54

## Formazione

### Gruppo
- Ronald Bell – arrangiamenti (tracce 1, 7, 9), pianoforte acustico (tracce 1, 4–7, 9), clavinet (tracce 1, 4, 5, 7), sintetizzatore (tracce 1, 5–9), basso (traccia 1), percussioni (traccia 1), sassofono tenore (tracce 1-4, 7, 9), voce (tracce 3, 4, 6, 9), flauto contralto (traccia 5), mellotron (tracce 6, 8, 9), ARP 2600 (traccia 7), voce principale (traccia 7), piano elettrico (traccia 9), kalimba (traccia 9)
- Robert Kool Bell – basso (tracce 1–8), voce (tracce 6, 7)
- George Funky Brown – batteria (tracce 1–9), percussioni (tracce 1, 9), voce (tracce 6), tamburi (tracce 9), gong (tracce 9)
- Robert Spike Mickens – tromba (tracce 1, 2, 3, 5, 7), flicorno (traccia 2), voce (traccia 6), arrangiamenti (tracce 6, 8)
- Claydes Smith - chitarra (tracce 1-8), vibrafono (traccia 4), percussioni (traccia 4), arrangiamenti (traccia 4), direttore d'orchestra (traccia 4)
- Ricky West – pianoforte acustico (tracce 1, 2, 7, 8), voce solista (traccia 2), arrangiamenti (traccia 2), piano elettrico (traccia 5)
- Dennis D.T. Thomas – sassofono contralto (tracce 1, 2, 3, 7), clavinet (traccia 3), congas (traccia 3), percussioni (tracce 3, 5), voce solista (traccia 3), arrangiamenti (traccia3)

#### Altri musicisti
- Herb Lane – voce (traccia 4), cori (traccia 7)
- Alton Taylor – voce (traccia 4), voce solista (traccia 6)
- Penni Phynjuar Saunders – voce (tracce 3, 4)
- Richard Shade – cori (traccia 7)
- Kenneth Banks – cori (traccia 7)
- Al Pazant – tromba (traccia 4)
- Ed Pazant – oboe (traccia 4), sassofono contralto (traccia 4)
- Noel Pointer – archi (traccia 4)